# Чеський Брод
Чеський Брод (чеськ. Český Brod) — місто в Колінському окрузі Середньочеського краю з населенням 7 400 жителів. Історичний центр міста добре збережений і охороняється законом як пам'ятна зона міста.

## Походження назви
Назва Брод походить від річкового броду через річку Шембера на шляху, що веде з Праги до Коліна і далі на схід або південь. Спочатку місто називалося Біскупський Брод (лат. Broda Episcopalis, що означає «єпископський брід»). З 1315 року почали використовувати назву Чеський Брод, щоб відрізняти від поселення Німецький Брод, яке сьогодні має назву Гавличкув-Брод та знаходилось на тому ж торговому шляху.

## Географія
Чеський Брод розташований приблизно за 23 кілометри на схід від Праги, 27 км на захід від Коліна та 18 км на південний захід від Нимбурка. Місто знаходиться у рівнинному сільськогосподарському ландшафті Центральної Ельби. Найвища точка знаходиться на висоті 275 м над рівнем моря. Через Чеський Брод протікає річка Шембера, в яку на території міста впадають Яловий потік і струмок Бушинець.

## Історія
Чеський Брод був заснований празьким єпископом Яном I у 12 столітті як ринкове поселення на важливому торговому шляху. Перша письмова згадка про Чеський Брод відноситься до 1268 року, коли єпископ Дражицький Ян III проголосив його містом. З того часу і до початку 14 століття місто називалося Біскупський Брод. У 1437 році, імператор Сигізмунд Люксембурзький підніс Чеський Брод до статусу королівського міста та надав йому теперішній герб.   
Економічний розвиток міста був перерваний у 1512 році, коли Чеський Брод сильно постраждав від великої пожежі. Під час Тридцятилітньої війни місто було двічі розграбоване та зруйноване. Наприкінці війни поселення було повністю спустошене, але потім тут оселилися 24 нові родини.  
У 1845 році Чеський Брод був з'єднаний з залізницею між Прагою та Віднем, що вплинуло на розвиток динамічної індустріалізації та створення кількох важливих підприємств. Тут були збудовані: паровий млин, пивоварня, завод сільськогосподарських машин, цукровий завод Ліхтенштейну.   
У 20 столітті місто продовжувало модернізуватися, розширювати забудову, а в другій половині століття характер міста доповнило панельне будівництво, здійснене переважно в його південно-західній частині.  
З 1990 року історичний центр міста стало пам'ятною зоною.

## Економіка
У місті немає основного роботодавця, і значна частина населення користується легким доступом до транспорту, щоб добиратися до Праги та Коліна. Проте Чеський Брод водночас є природним центром досить великої території та пересадковим вузлом, тому багато людей їздять сюди й знаходять роботу у сфері обслуговування, магазинах, школах та адміністративних установах.
Машинобудівна галузь представлена виробником побутової техніки Karma. Найбільшим харчовим підприємством у місті є Jatky Český Brod, яке спеціалізується на забої свиней. Поступово зникли два цукрові заводи, проте частина їхніх будівель збереглася.

## Освіта
У Чеському Броді є 3 дитячі садки, 2 початкові школи, школа для учнів з особливими потребами, гімназія та середня економічна школа.

## Культура
З 1995 року місто було відоме, як місце проведення музичного фестивалю Rock for People, який з 2007 році було перенесено до Градець-Кралове.

## Транспорт
Через місто проходить автомагістраль I/12 з Праги в Колін.
Чеський Брод розташований на залізничній лінії Прага-Колін.

## Визначні місця
Майже по всьому периметру старого міста збереглися залишки міських мурів. Попри свою незавершеність, збережені укріплення Чеського Броду є одними з найважливіших зразків міських укріплень часів правління Їржі з Подєбрад.

### Церква святого Готарда і кам'яна дзвіниця
Церква святого Готарда почала будуватися в першій половині 14 століття на місці первісної романської церкви 12 століття. Близько 1500 року її було перебудовано у стилі пізньої готики. У 1613 році церкву модифіковали у стилі ренесансу, а барокова перебудова 1765-1772 років надала церкві нинішнього вигляду.
Біля церкви стоїть кам'яна дзвіниця, збудована у 1578-1585 роках. Всередині знаходиться дзвін Марії 1689 року.

### Костел Святої Трійці
Костел Святої Трійці збудований у стилі ренесансу у 1560-1562 роках. Спочатку він був побудований за мурами міста як цвинтарна церква. Сучасний вигляд костел отримав у 1613 році. 

### Стіни міста
Місто було укріплено в 14 столітті. Від первісного укріплення збереглася лише коротка ділянка на вулиці Яна Кулі. Спочатку місто мало три брами — Пражську, Лібліцьку та Куржимську. До сьогоднішнього дня збереглася лише Куржимська брама, інші дві були знесені в 19 столітті.

### Стара ратуша
Одна з найстаріших будівель ратуші в Чехії. Первісно готична споруда була побудована близько 1400 року. Нині тут розташовані галерея, культурно-інформаційний центр міста та міська бібліотека. Приміщення колишньої тюрми використовується для виставкових цілей. Сучасна ратуша в стилі неоренесансу збудована у 1897–1898 роках. З 1949 року вона використовується як ратуша, а також охороняється як пам’ятка культури.

## Населення
Кількість зареєстрованих жителів станом на грудень 2020:
| Чоловіки                     | Чоловіки | Чоловіки | жінки | жінки | жінки |
| ---------------------------- | -------- | -------- | ----- | ----- | ----- |
| 3 464                        | 3 464    | 3 464    | 3 602 | 3 602 | 3 602 |
| 0-14                         | 0-14     | 15–64    | 15–64 | 65+   | 65+   |
| 1 250                        | 1 250    | 4 403    | 4 403 | 1 413 | 1 413 |
| Загальна кількість населення |          |          |       |       |       |
| 7 066                        |          |          |       |       |       |

Розвиток кількості жителів і будинків у Чеському Броді:
| рік      | 1869 рік | 1880 рік | 1890 рік | 1900 рік | 1910 рік | 1921 рік | 1930 рік | 1950 рік | 1961 рік | 1970 рік | 1980 рік | 1991 рік | 2001 рік | 2011 рік |
| -------- | -------- | -------- | -------- | -------- | -------- | -------- | -------- | -------- | -------- | -------- | -------- | -------- | -------- | -------- |
| Мешканці | 3141     | 3841     | 4087     | 4233     | 4589     | 4456     | 5385     | 5717     | 5719     | 6642     | 6893     | 7031     | 6670     | 6915     |
| Будинки  | 269      | 307      | 331      | 363      | 422      | 546      | 866      | 1099     | 1074     | 1365     | 1430     | 1534     | 1532     | 1653     |

## Видатні вихідці
- Ґотхард Покорний (1733–1802), чеський органіст і композитор
- Франтішек Покорний (1827–1907), архівіст, політик
- Ян Коула (1855–1919), чеський архітектор, університетський викладач і ректор Чеського технічного університету
- Антонін Бальшанек (1865–1921), чеський архітектор і викладач університету
- Ян Бедрна (1897–1956), лікар і викладач, ключова фігура чехословацької хірургії та кардіохірургії, співзасновник факультету медицини в Градець-Кралове.
- Хана Скумалова (1903–1999), перекладачка
- Іветта Сімонова (нар. 1928), поп-співачка
- Ян Бочан (1937–2010), архітектор, викладач університету
- Міхаель Славік (нар.1955), римо-католицький священник, генеральний вікарій Празької архідієцезії
- Франтішек Мразек (1958–2006), підприємець
- Томаш Скугравий (нар. 1965), футболіст

## Фото

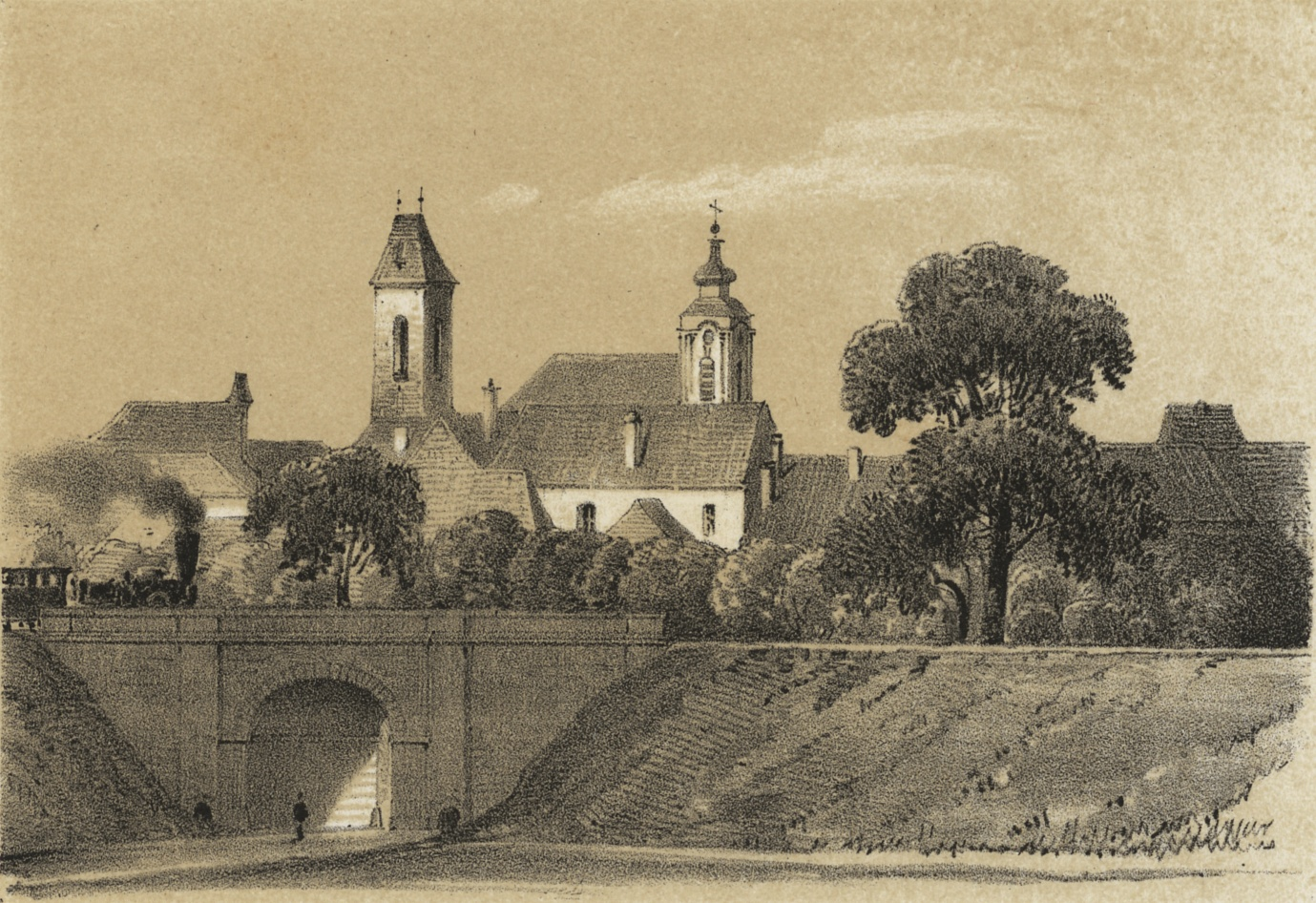
Чеський Брод у 1845 році
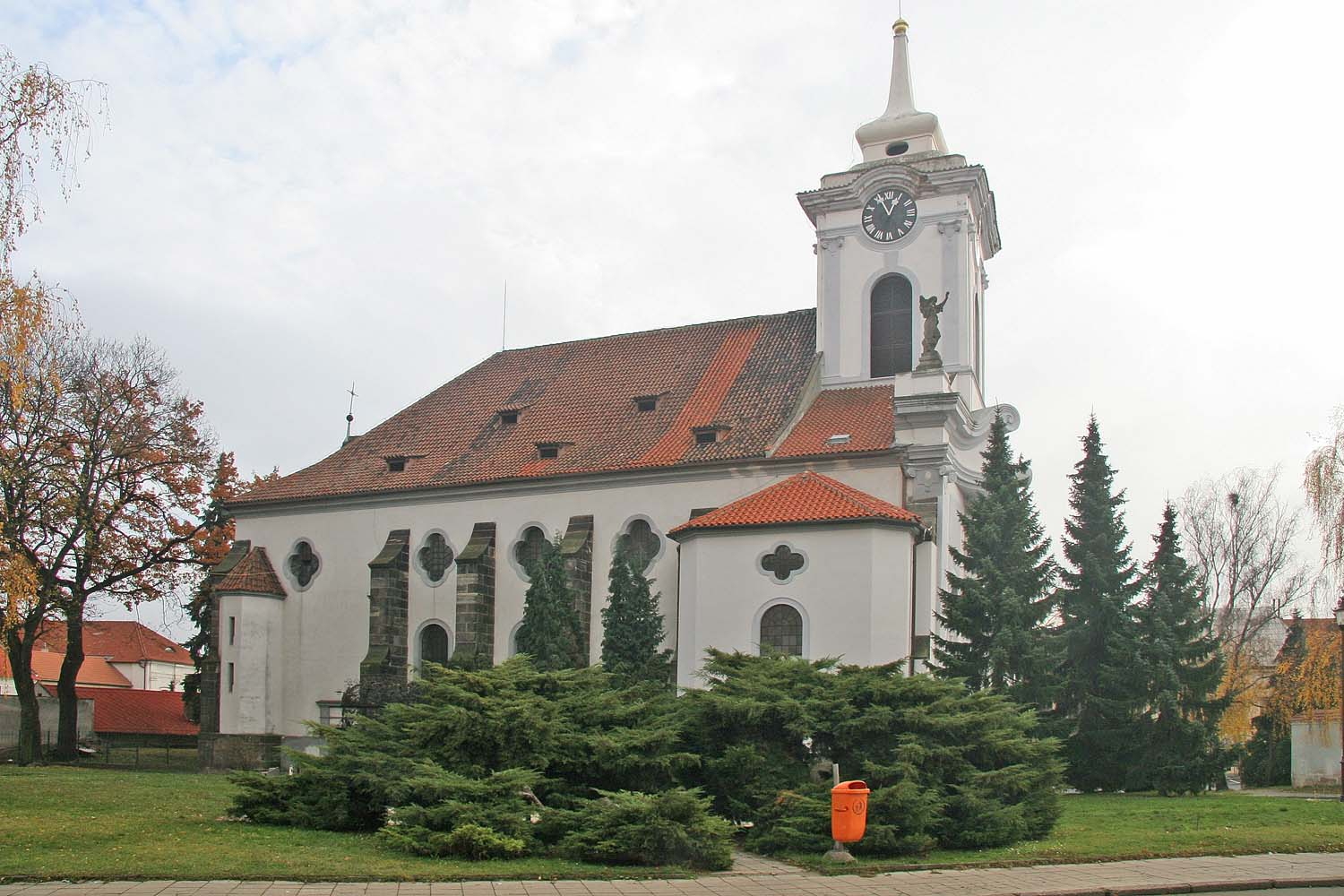
Церква св. Готарда на площі Арношта з Пардубице
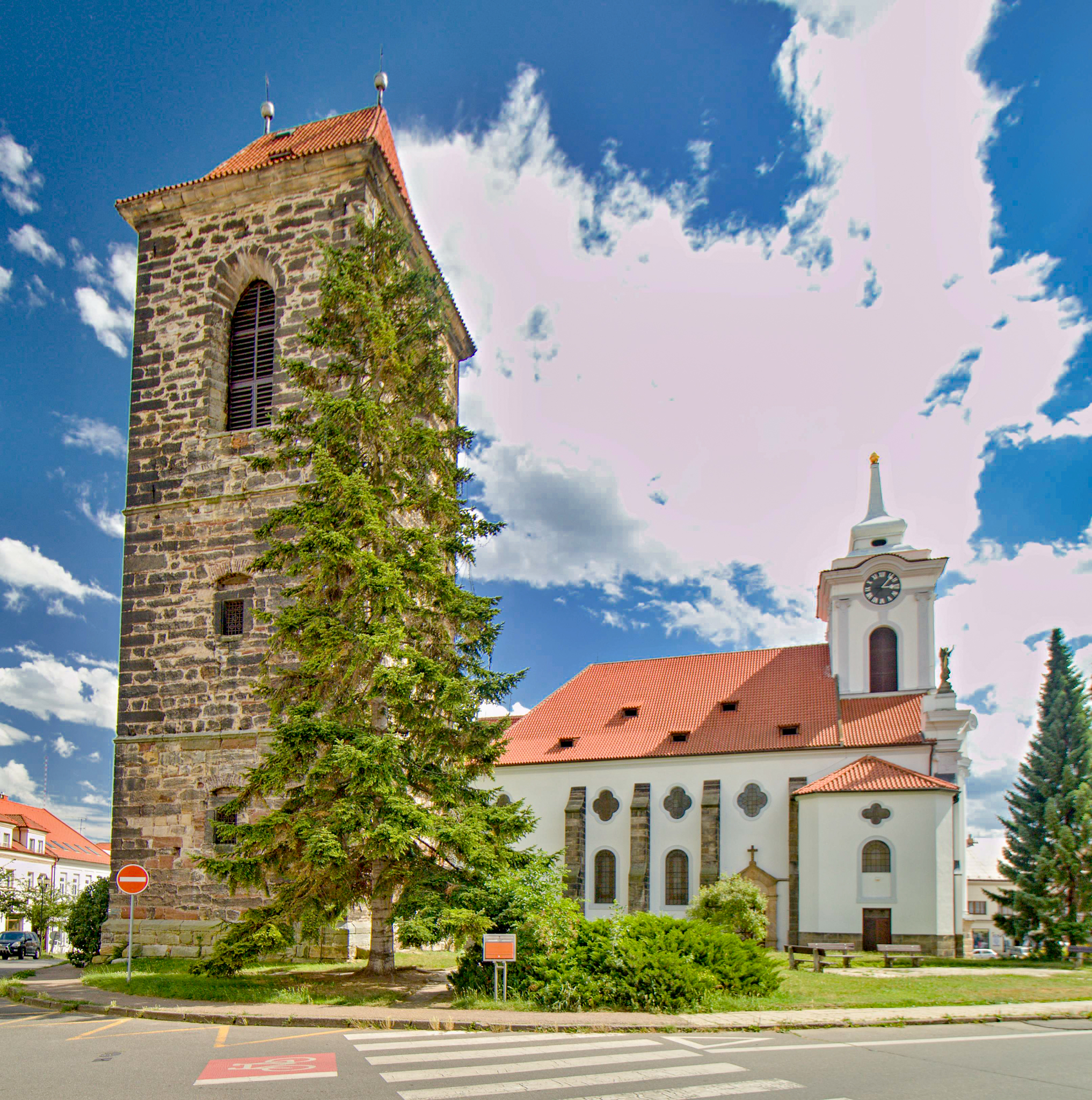
Площа Арношта з Пардубице з дзвіницею та церквою св. Готарда
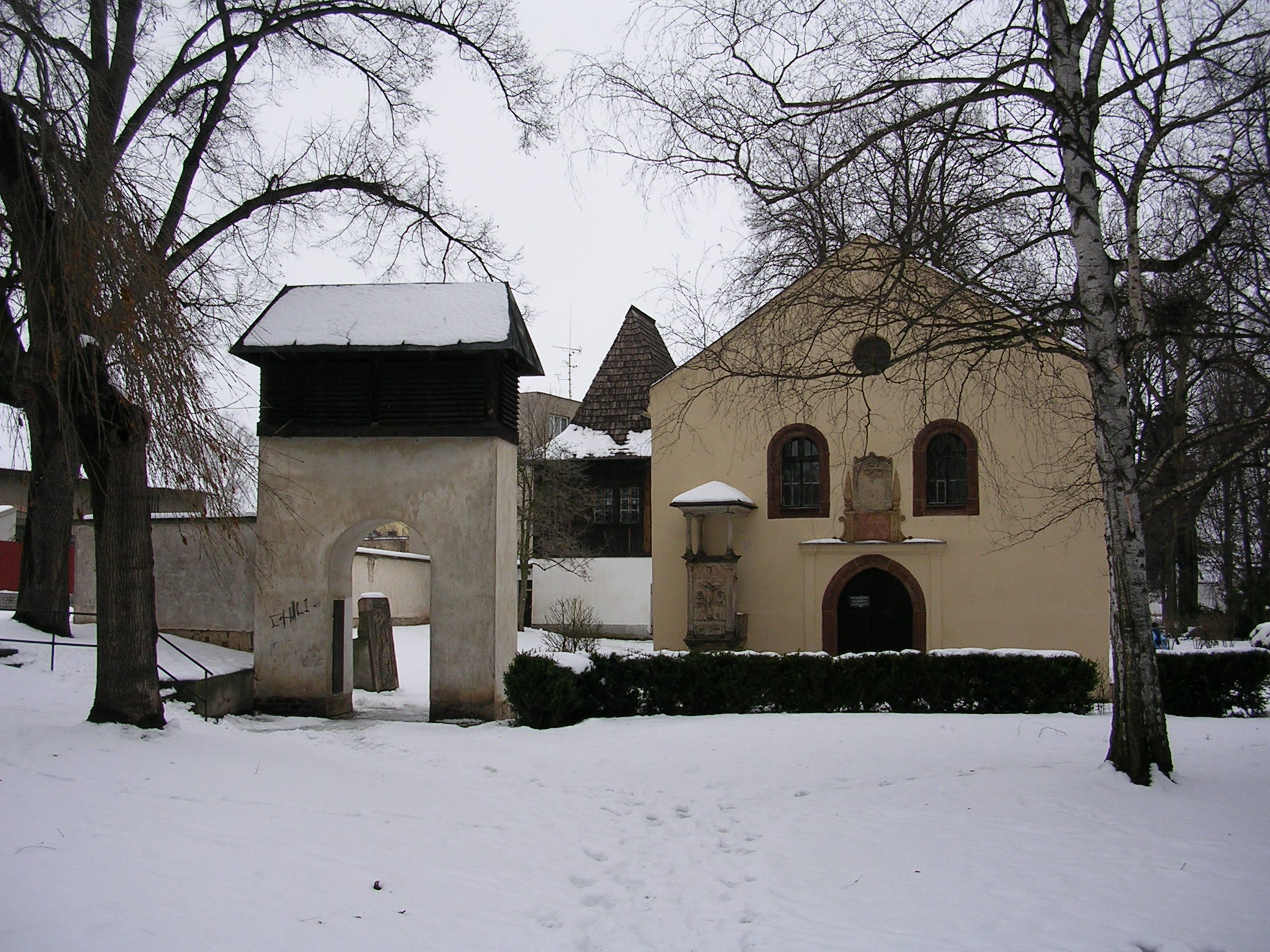
Цвинтарна церква Святої Трійці
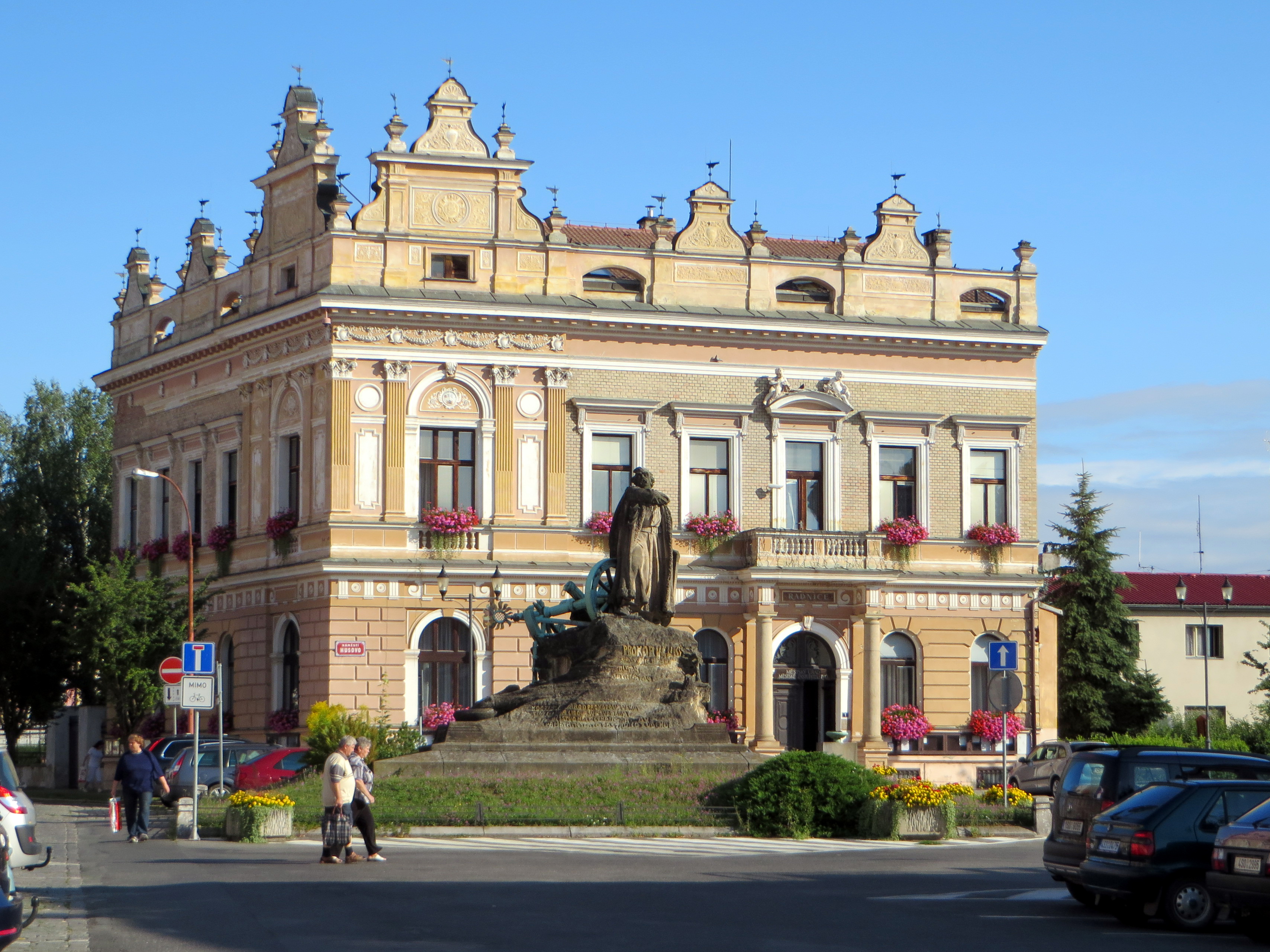
Нова Ратуша та пам'ятник Прокопу Голе
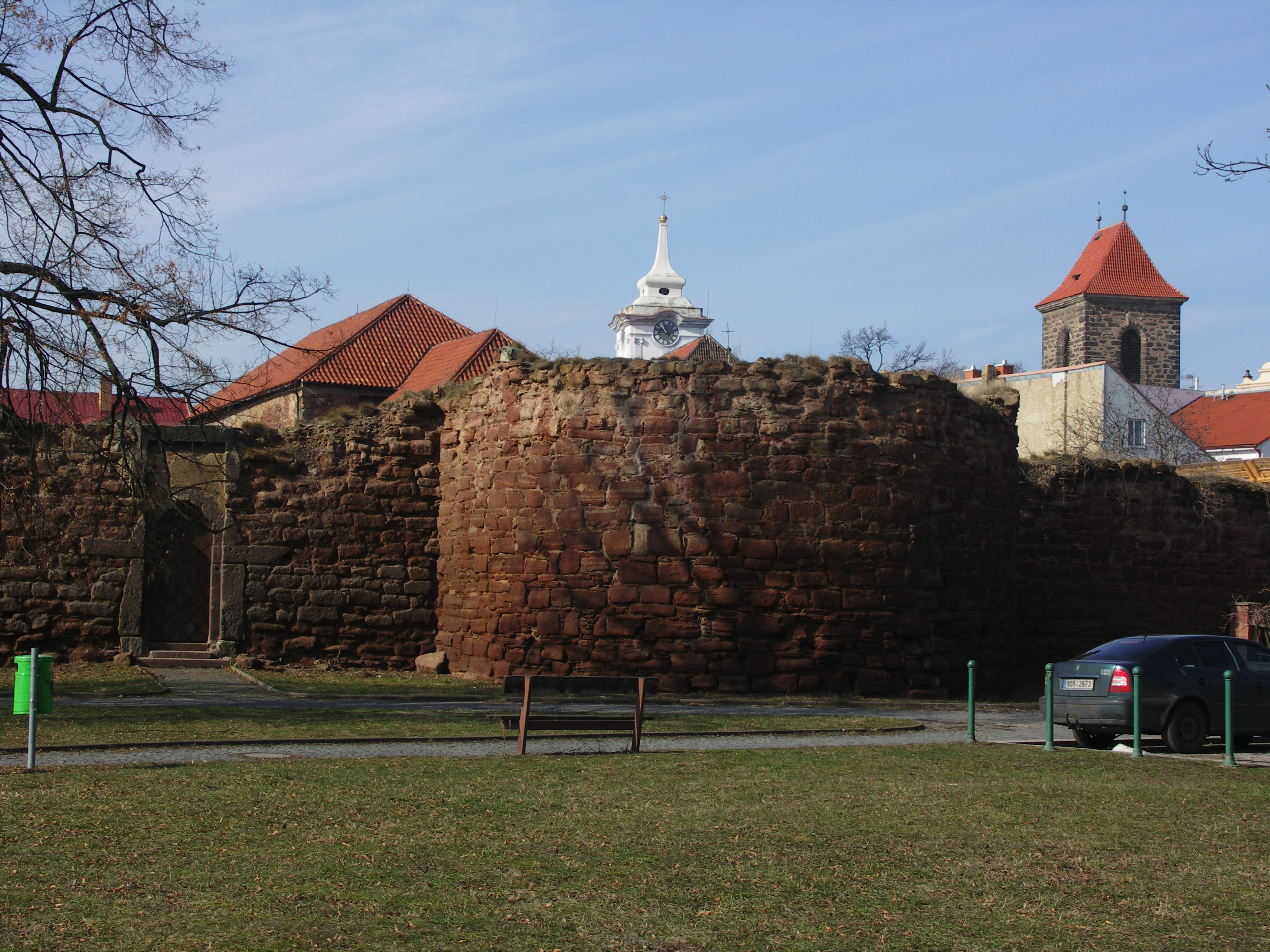
Залишки міських укріплень з вежами костелу св. Готарда на задньому плані
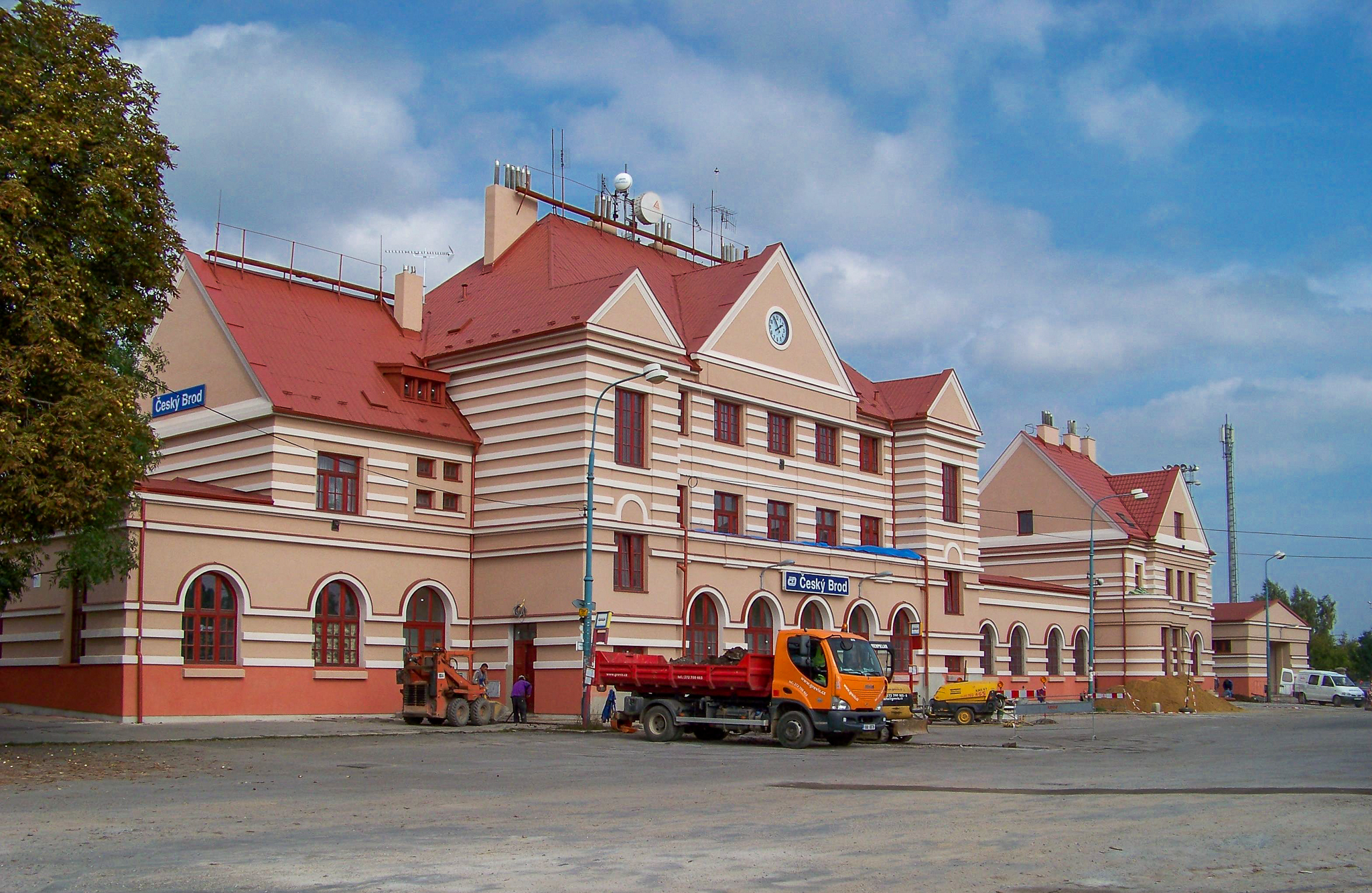
Вокзал, будівля з елементами рондокубізму

## Міста-партнери
- Кенген, Німеччина

### Дружні міста
- Саутвелл, Велика Британія